# 793 Arizona
793 Arizona este un asteroid din centura principală, descoperit pe 9 aprilie 1907, de Percival Lowell.